# 蕭延平
萧延平（1860年—1933年）字北承，湖北省黄陂县武湖高车畈人。清朝及中华民国政治人物。

## 生平
萧延平是清朝举人。曾任应城石膏局总办。1918年至1920年，任安福国会参议院议员。1919年，在五四运动中，张玉庚、庄陔兰、王锡蕃、李元亮、尹宏庆、刘星楠共同提出《张玉庚等请政府训令专使拒绝签字提议案》，并获得蒋棻、林炳华、陈介、吴德培、徐果人、毕桂芳、刘冕执、蔡汉卿、陈邦燮、萧延平、翟文选、成多禄连署。
1923年，萧延平出任武昌医学馆馆长，任内校勘并印行了唐代抄本《黄帝内经太素》。

## 著作
- 《心学平议》 [1]